# Bohuslav Maršík
Bohuslav Maršík (11. června 1937 Praha – 28. května 2021) byl český operní pěvec – basista, zpěvák sólových partů v Národním divadle v Praze, Státní opeře Praha, Hudebním divadle v Karlíně a na dalších scénách předních českých divadel.

## Sólové operní role
Bohuslav Maršík započal svoji sólovou pěveckou dráhu v roce 1965 v Divadle F. X. Šaldy v Liberci a od roku 1974 byl sólistou Národního divadla v Praze. Od té doby ztvárnil 118 sólových operních a 6 operetních rolí, z nich jmenujme např. tyto:
- opera
  - Figarova svatba (Antonio)
  - Jakobín
  - Dalibor (Soudce)
  - Tajemství (Duch frátera Barnabáše)
  - Čert a Káča (Lucifer)
  - Příhody lišky Bystroušky (Jezevec – farář)
  - Její pastorkyňa (Rychtář)
  - Sicilské nešpory (Vaudemont)
  - Tosca (Kostelník)
  - Bohéma (Benoit)
  - Lady Macbeth Mcenského újezdu (Kněz)
  - Nagano (Táta Hnilička)
  - La Roulette (Tlouštík)
- opereta
  - Netopýr (Frank, ředitel věznice)
  - Země úsměvů (Čang)
  - Vídeňská krev

## Pedagogická činnost
Bohuslav Maršík působil v letech 1988–93 jako učitel operního herectví na pražské státní konzervatoři (1988–93) a Pěvecké konzervatoři Praha (1998–99). Jako učitel základů herectví působil v letech 1997–99 na soukromé Škole hudby a zpěvu Jiřiny Markové, od roku 2000 byl externím pedagogem operního herectví na pražské AMU.